# Humor

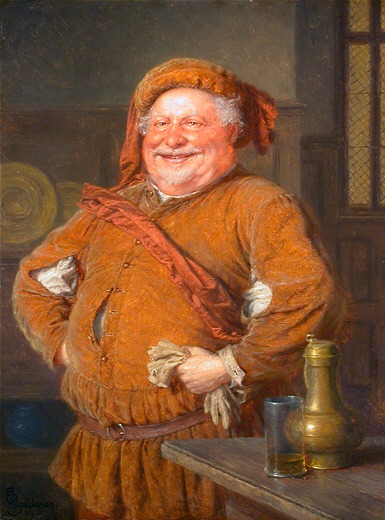
Eduard von Grützner: Falstaff

Humor ist die Begabung eines Menschen, der Unzulänglichkeit der Welt und der Menschen, den alltäglichen Schwierigkeiten und Missgeschicken mit heiterer Gelassenheit zu begegnen. Diese engere Auffassung ist in der sprichwörtlichen Wendung „Humor ist, wenn man trotzdem lacht“ ausgedrückt, die dem Schriftsteller Otto Julius Bierbaum (1865–1910) zugeschrieben wird. In einer weiteren Auffassung werden auch jene Personen als humorvoll bezeichnet, die andere Menschen zum Lachen bringen oder selbst auffällig häufig lustige Aspekte einer Situation zum Ausdruck bringen.

## Etymologie
Das Wort Humor ist lateinisch humor in der Bedeutung von „Feuchtigkeit“ entlehnt: Unter anderem die seelische Gestimmtheit (innere Art) des Menschen war gemäß der von Galen entwickelten Temperamentenlehre von den im Körper wirksamen Säften bzw. „Leibesfeuchten“ (vgl. Humoralpathologie) abhängig, die das cholerische, melancholische, phlegmatische oder sanguinische Temperament hervorbringen. Die Entwicklung der heute üblichen Bedeutung des Wortes Humor, das in seiner Endbetonung an das französische Wort humeur angeglichen ist, stammt aus englisch humour. Dieser Begriff umfasste im 17./18. Jahrhundert eine besondere Stilgattung, die komische Situationen in verspielter Heiterkeit darstellen wollte, wobei die Entstehung der englischen Komödie schon im 16. Jahrhundert begonnen hatte.

## Theorien
Es gibt theoretische Ansätze, Humor aus verschiedenen wissenschaftlichen, psychologischen und sozialen Blickwinkeln zu erklären, doch eine „einheitliche Theorie des Humors“ wurde bisher nicht entwickelt. Dabei spielt vermutlich die große Vielfalt des Lachens, seiner Zielrichtungen, Verfahren und Anlässe eine Rolle. Immerhin ist es heute Konsens, dass Lachen als ein Kulturphänomen an eine bestimmte historische, soziale und personelle Konstellation gebunden ist. Für historisch frühe Formen existieren aber immer noch mehr offene Fragen als Quellen. Es ist zum Beispiel umstritten, ob der Mensch allein die Fähigkeit des Humors besitzt („Der Mensch: der lachende Affe“), oder ob auch anderen Lebewesen diese Fähigkeit zukommt (s. u.).
Auch die Feldforschung der Ethnologie hat bisher keine Integration ihrer vielen Beobachtungen erarbeiten können: Worüber man lacht, wer das Lachen wie auslöst, welche Wirkung ein Lachen im sozialen Kontext hat – die Antworten auf diese Fragen sind immer noch sehr verschieden. Eine besondere Schwierigkeit ist, dass das Lachen anderer Kulturen oft nur in der Kontaktsituation mit Ethnologen beobachtet werden konnte: Andere Ethnien lachten über die für sie erstaunlichen Verhaltensweisen der Ethnologen. Also beeinflussten Herkunft und Verhalten der Forscher während ihrer Beobachtungen gelegentlich auch schon die Aktionen und Reaktionen der von ihnen observierten Individuen.
Im Wesentlichen sind drei Haupt-Theorien bekannt, welche den Kern eines humorvollen Momentes erfassen sollen und bereits seit Jahrhunderten bzw. sogar Jahrtausenden existieren:
- Die Überlegenheits-Theorie geht bereits auf Aristoteles zurück.[6] Es wird gesagt, dass wir in den Situationen lachen, in denen wir uns einem Mitmenschen gegenüber überlegen fühlen, also z. B. wenn sich jemand dumm anstellt und etwas vermasselt. Nach heutigem Stand deckt diese Theorie lediglich einen Teil aller humorvollen Situationen ab.
- Die Inkongruenz-Theorie, von der Cicero ein Hauptvertreter war,[7] besagt, dass wir immer dann lachen, wenn ein überraschender Wechsel zu einer anderen, meist trivialeren Sichtweise stattfindet. Es wird also eine gegebene Situation nacheinander aus zwei unterschiedlichen Perspektiven beurteilt, wobei es sich bei der zweiten meist um eine einfachere bzw. unzulängliche Sichtweise handelt. Beispiele hierfür zu finden ist nicht schwer, besonders Wortwitze fallen hierunter.
- Die sogenannte Entladungs-Theorie geht zurück auf Sigmund Freud.[8] Nach Freud dient Humor dazu, psychologische Spannungen bzw. Hemmungen aufzulösen. Diesen Hemmungen wird meist ein sozial-kultureller Hintergrund zugeschrieben. Anders formuliert dient Humor laut Freud dazu, unterdrückte Wünsche auf eine gewisse Weise offenzulegen (zu entladen).

In neuerer Zeit wurde eine Definition formuliert, welche die drei Theorien vereint, nämlich dass unser Lachen „ein akustischer Hinweis auf einen unbemerkten Rückfall in einfachere Verhaltensmuster“ sei. Die evolutionsbiologische Entstehungsgeschichte sowie der relativ komplizierte Zusammenhang zur Kitzligkeit können auf diese Weise ebenfalls dargestellt werden.

## Funktionsweise und Struktur
Im Allgemeinen wird im Deutschen unter Humor verstanden, wenn man in einer bestimmten Situation trotzdem lacht. Diese Formulierung wird Otto Julius Bierbaum zugeschrieben. Wenn man dieses trotzdem näher betrachtet, dann verbindet Humor Schwäche und Stärke auf eine eigentümliche Art und Weise: Ein Lachen ist nur dann Humor, wenn es in einer Situation der Gefahr oder des Scheiterns auftritt, sich nicht gegen Dritte richtet und eine noch so kleine Hoffnung auf die Überwindung der Krise vermittelt.
Auslöser eines humorvollen Lachens sind die Fehler, die einem – trotz anderer, die man sich schon geleistet hat – noch nicht unterlaufen sind. Diese künstliche Verdopplung der eigenen Schwäche überwindet symbolisch das Bedrohliche der Situation. In diesem Tiefstapeln des Widerstands steckt der optimistische Hinweis, dass man sich der Situation nicht ohne Widerstand ausliefert. Dieser symbolische Vorgriff vermittelt neue Hoffnung auf eine Lösung auch im wirklichen Leben. Im Humor macht sich eine Person dümmer, als sie ist, und wird dadurch stärker, als sie scheint.
Humor wird erkannt an der Konstruktion eines offenbar unangemessenen, nebensächlichen Standpunkts oder einer unzulänglichen Verhaltensweise in einer Situation der Gefahr, des Scheiterns oder der Niederlage. Die Unangemessenheit wird sprachlich oder im Verhalten gewollt inszeniert und die Gefahr auf eine fadenscheinige Weise umspielt. So wird die Beschwernis als Luxus, das Unangenehme als Errungenschaft vorgeführt und nachträglich ein unsinniger Sinn konstruiert. Christopher Fry: „Humor ist eine Flucht vor der Verzweiflung, ein knappes Entkommen in den Glauben.“ Typische Formulierungen für die humorvolle Umdeutung einer ungewissen Lage sind: „Wenigstens haben wir …“ oder: „Immerhin besser als …“ Beispiele:
- Madelaine erzählt ihrem Mann, dass ihr Psychiater sie vor ihren paranoiden Momenten gewarnt habe. „Jedenfalls werde ich dich nie langweilen“, kündigt sie Herzog an. (Saul Bellow: Herzog)
- „‚Limonensaft ist in diesem Klima sehr gesund. Er enthält – nun, ich bin nicht ganz sicher, welche Vitamine er enthält.‘ Er reichte mir einen Becher, und ich trank. ‚Na, wenigstens ist er nass‘, sagte ich.“ (Graham Greene, Der stille Amerikaner)
- Ein frühes Beispiel: 480 v. Chr. droht Xerxes I. den Griechen bei den Thermopylen: „Ich habe so viele Bogenschützen, dass ihre Pfeile die Sonne verdunkeln werden!“ König Leonidas von Sparta lässt der Überlieferung nach antworten: „Umso besser – dann kämpfen wir im Schatten!“

Im Gegensatz zur Abwertung anderer in der Ironie, im Spott oder im Zynismus macht Leonidas diese humorvolle Bemerkung (auch) über sich selbst: Er stirbt sogar noch vor seinen Kriegern in jener Schlacht. Wichtig ist: Leonidas denkt als Betroffener, nicht als Besserwisser. Dieser Humor und Selbstironie scheinen nahe Verwandte zu sein, unterscheiden sich aber vielleicht darin, dass Humor an ein größeres Publikum adressiert ist. Im Gegensatz zu anderen Formen des Lachens stiftet Humor Gemeinschaft; Ironie, Spott und Zynismus dagegen sind Denkformen der Dekonstruktion und sozialen Eskalation, die nur über den Umweg sozialer Kämpfe integrieren. „Lieber einen Freund verlieren als einen Witz!“ – dieses auf Quintilian zurückgehende Motto mag manches Lachen meinen, aber eben keinen Humor.
Als ein Beispiel für die Verschiebung der Perspektive hin zu einem offenbar unangemessenen Standpunkt erwähnt Freud die Bemerkung eines Delinquenten, der am Montag zum Galgen geführt wird und kommentiert: „Na, die Woche fängt gut an.“ (Der Humor, 1927) Die humoristische Einstellung sich selbst oder anderen gegenüber beruht darauf, so erklärt Freud, „dass die Person des Humoristen den psychischen Akzent von ihrem Ich abgezogen und auf ihr Über-Ich verlegt hat. Diesem so geschwellten Über-Ich kann nun das Ich winzig klein erscheinen, seine Interessen geringfügig“. Demnach wäre „der Humor der Beitrag zur Komik durch Vermittlung des Über-Ichs.“

## Humorstile
Menschen unterscheiden sich in der Art und Weise, wie und zu welchem Zweck sie Humor in ihrem täglichen Leben einsetzen. Um diese verschiedenen Arten der Humorverwendung zu beschreiben, wird von sogenannten Humorstilen gesprochen, die im Laufe der Zeit relativ stabil bleiben. Es wurde vorgeschlagen, dass es vier verschiedene Humorstile gibt: sozial-verbindenden Humor, selbstförderlichen Humor, aggressiven Humor und selbstabwertenden Humor. Psychometrische Forschung hat gezeigt, dass verschiedene Humorstile unterschiedliche Auswirkung auf soziale Interaktion und psychische Gesundheit haben. Generell gelten sozial-verbindender Humor und selbstförderlicher Humor als adaptive Humorstile und aggressiver und selbstzerstörerischer Humor als maladaptive Humorstile.

## Abgrenzung von Ironie, Spott, Zynismus und Witz

Karikatur über Charles Darwin

Ein Verständnis von Humor als einer Denkform des Trotzdem bewährt sich in der Abgrenzung zu anderen Formen des Lachens. Dabei sind die Äußerlichkeiten der Präsentation – ob gedruckt, gesprochen, gespielt oder gezeichnet – völlig unwichtig. Wesentlich dagegen ist, dass andere Formen des Lachens über eine vom Humor im engeren Sinn deutlich unterscheidbare Struktur verfügen:
Ironie ist eine Denkform der Vergrößerung des Bruchs zwischen Selbstbild und Fremdbild, zwischen Absichten und Wirkungen, zwischen notwendigem und tatsächlichem Verhalten. Sie zielt immer auf andere als den Beobachter, konfrontiert Dritte mit ihren unerreichten Idealen oder mit einer durchsichtigen Um-Wertung des Faktischen. Distanzierende Nachahmung und kritische Verstärkung sind ihr Prinzip: Ironie führt die unhaltbare Seite sprachlich vor, zerrt das Ungenügen ans Licht und macht Über- oder Untertreibungen sichtbar durch symbolische Fortsetzung. Indem sie das tut, meint Ironie manchmal das Gegenteil von dem, was gesagt wird. Beispiele:
- Liesl Karlstadt: „Ich komme wegen dem Haus!“ Karl Valentin: „Es ist aber ein Häuschen.“ Karlstadt: „Haus, Häuschen, Häuseleinchen. Steht es im Freien?“
- Der in seinen Enkel verliebte Großvater Sartres nahm Sartres Vater dessen frühen Tod mit nur 32 Jahren übel: „Angesichts dieses verdächtigen Abscheidens fragte er sich, ob sein Schwiegersohn überhaupt je existiert habe …“ (Jean-Paul Sartre, Die Wörter)
- „Der Bassist trank seiner Stimme zu Liebe niemals etwas Schärferes als Milch.“ (James Joyce, Dubliner)

Selbstironie, die hier nur der Wortähnlichkeit wegen aufgeführt wird, ist eine Form der Verarbeitung des Mangels an eigener Größe. In ihr kommentiert sich der Beobachter selbst, insofern ist sie mit dem Humor im engeren Sinn nahe verwandt. Vielleicht ist Selbstironie eine Art von Humor, die den Kreis der Verantwortlichen auf den Beobachter eingrenzt. Beispiele:
- „Ich regiere unzählige Menschen, muss aber anerkennen, dass ich von Vögeln und Donnerschlägen regiert werde“, meint Cäsar. (Thornton Wilder, Die Iden des März)
- Der Alte war ein Despot und „ich tat in seiner Gegenwart, als hätte er mich höchsteigenhändig aus einem Klumpen Lehm geschaffen …“ (John Cheever, Der Schwimmer)
- Die Kinder haben gerade einen Mordanschlag überlebt und sind dabei zum ersten Mal ihrem geheimnisvollen Nachbarn und Retter begegnet: „Auf dem Heimweg sagte ich mir, daß Jem und ich nun bald erwachsen wären und nicht mehr viel zu lernen hätten, höchstens Algebra.“ (Harper Lee, Wer die Nachtigall stört)

In der Ironie des Schicksals beziehungsweise der Ironie der Geschichte tritt ein Ereignis an die Stelle, die in der verbalen Ironie der Kommentator innehat. Das Leben entwertet auf eine manchmal grausame Weise ein Lebensprinzip oder die Illusion eines Protagonisten, der die Belehrung sehr zu seiner Überraschung in der Lage eines Opfers erleiden muss. Bei Friedrich Schlegel (1772–1829), einem Autor der deutschen Romantik, findet sich ein Hinweis auf einen gefühlvollen Freund der Natur, der in eine liebliche Grotte eintritt und von ihr reichlich mit Wasser bespritzet wird, was seine Zartheit vertreibt. Heutige Alltagsbeispiele: ein Schwimmweltmeister, der ertrinkt; ein Herzensbrecher, dem das Herz bricht; ein Rennfahrer, der von einer Dampfwalze überrollt wird; ein Polizist, der bestohlen wird; ein Koch, der am Essen erstickt usw.
Unter Spott versteht man heute im Allgemeinen einen abwertenden Vergleich in verletzender Absicht. Spott braucht ein Opfer für das Auslachen, das boshafte Veralbern oder Lächerlichmachen. Etymologisch bedeutete es zunächst nur: vor Abscheu ausspucken. Seit dem 18. Jahrhundert wurde es für Vögel verwendet, die die Stimmen anderer Vögel nachahmen (Spottdrossel). Beispiele:
- „Der Mensch – ein Pulverpavian“ (Christian Morgenstern).
- Ein Freier im Palast zum Bettler Odysseus: „Der Mann ist eine lebendige Laterne, so sehr schimmert sein Kahlkopf!“ (Odyssee)

Wie auch beim Spott, so hat sich im Laufe der Zeit die Bedeutung des Zynismus deutlich verändert. Der moderne Zynismus ist eine Theorie der Vergeblichkeit von ethischer Haltung und Moral. Seiner Meinung – oder vielleicht auch Erfahrung – nach sind Widerstand und Menschenwürde in dieser Welt von vornherein sinnlos. Für eine „zynische Karriere“ ist er bereit, seine Seele meistbietend zu verkaufen. Der Zyniker predigt die Anpassung an Macht und Unterdrückung; er lacht über diejenigen, die ihr widerstehen und über Humoristen.
Ursprünglich war mit Zynismus die Haltung des Diogenes von Sinope (ca. 399–323 v. Chr.) gemeint, der seine Abkehr von der zerfallenden Polis als Selbstbehauptung in der schamlosen Existenz des nackten Einzelnen lebte. Diogenes vegetierte „wie ein Hund“, eben: „kynisch“, was nicht „Bissigkeit“, sondern ein Leben in Armut und Verachtung durch seine Mitbürger bedeutete.
Ein Witz verursacht ein Lachen durch plötzliche Einsicht in einen unerwarteten Zusammenhang. Ein Witz beruht im Wesentlichen auf einer überraschenden Kombination und Assoziation. Er bedarf einer Gliederung in Einleitung, Überleitung und Pointe, vermittelt durch leitmotivische Wörter, die oft in doppelter Bedeutung benutzt werden. Während Ironie, Spott und Zynismus eine konkrete Einzelperson oder soziale Gruppe als Gegenüber oder Opfer erfordern, sind Dritte für einen Witz zwar möglich, aber nicht notwendig: „Frage: Was gibt’s für einen guten Witz? Antwort: Ein Jahr Gefängnis.“ Der Erfolg ist abhängig von der Klarheit der Form, der Kürze der Exposition und der Konfrontation der Bedeutungen oder der Figuren in direkter Rede.
Nach Sigmund Freuds großer Untersuchung Der Witz und seine Beziehung zum Unbewussten entsteht Witz durch Verschiebung des Sinns auf eine andere Ebene über den nicht gemeinten Nebensinn oder durch Verdichtung mit Ersatz (Durchdringung, z. B. zweier Redensarten) beziehungsweise ohne Ersatz (Verwendung des Doppelsinns, was aber auch eine Art Verschiebung ist).

## Komische Personen

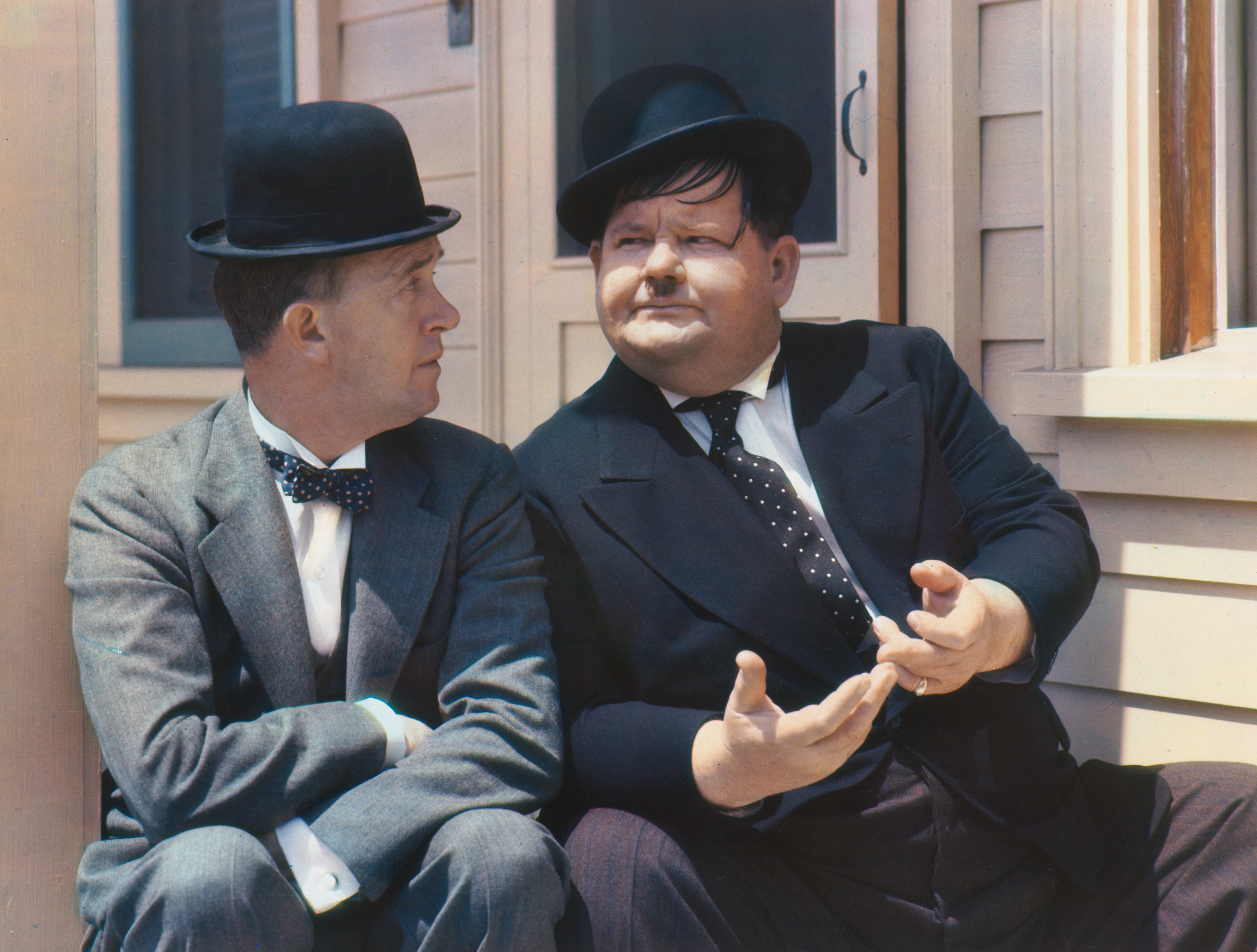
Stan Laurel (links) und Oliver Hardy (1938)

Wer andere zum Lachen bringt, gilt als komisch. Wer das Lachen gewerbsmäßig betreibt, schlüpft bisweilen in eine vordefinierte Rolle oder Maske. Diese komischen Personen oder Figuren haben oft zwei komplementäre Seiten: eine bedauernswerte Einfalt und eine genialische Kreativität. Mit diesen beiden Seiten geben sie der für den Humor konstitutiven Verbindung von Schwäche und Stärke ein menschliches Gesicht. Der Erfolg von Komiker-Paaren wie Oliver Hardy und Stan Laurel (alias „Dick und Doof“) oder Dean Martin und Jerry Lewis hing davon ab, wie sie diese komplementären Rollen und ihre Verteilung untereinander in ihren Filmen oder auf der Bühne immer wieder neu erfanden. Der britisch-amerikanische Schriftsteller P. G. Wodehouse hat diese dialektischen Charaktermasken in vielen seiner Romane in den Figuren von Bertram Wooster und seinem Diener Jeeves gegenübergestellt.
Historisch treten „komische Personen“ in einer langen Reihe von den Spaßmachern der Antike bis zu unseren heutigen Kabarettisten und Comedians privat und in der Öffentlichkeit auf. Dabei wechselt ihr Humor von einem Lachen über sich selbst bis zu einem Angriff auf Persönlichkeiten des öffentlichen Lebens, auf gesellschaftliche Gruppen oder Institutionen.
Die komische Bühnenfigur im geistlichen Drama des Mittelalters heizte durch derbe Späße das Publikum an. Die Figur wurde in der Regel als ein hungriger Plebejer gespielt, der mit bösem Witz seine Interessen gegen die wohlhabenden Schichten der Städte durchsetzte. Aus dieser Figur wurde der Hanswurst, später das Kasperle und noch später der Clown im Zirkus.
Im Sommernachtstraum Shakespeares ist Zettel, der Weber, die komische Figur: Ihm wird von Puck zeitweilig ein Eselskopf angehext, er spielt in dem „roten Bart, dem ganz gelben“, und sagt als Pyramus: „Ein Stimm ich sehen tu; ich will zur Spalt und schauen, ob ich nicht hören kann meiner Thisbe Antlitz klar.“
Einer der wichtigsten deutschen Schriftsteller nicht nur des Humors war Jean Paul (eigentlich: Johann Paul Friedrich Richter, 1763–1825). Von ihm stammt der Ausspruch: „Es gibt einen Ernst für alle, aber nur einen Humor für wenige.“ Er erschuf eine ganze Reihe von „komischen Figuren“. Sein Feldprediger Schmelzle zum Beispiel ist durch eine Menge Laster geschlagen, die das Leben erschweren: Schmelzle leidet an einer unpraktischen Sichtweise, umständlichen Vorsorge und Rede, er versteigt sich zu durchsichtigen Übertreibungen und seine Logik schlägt Kapriolen. Schmelzle droht wegen dieser Schwächen fast zu unterliegen, kann aber – und das ist die erforderliche zweite Seite einer komischen Person – wegen seiner großen Kreativität wenigstens überleben.
Beim Zirkusclown wird eine alltägliche Absicht durch eine ungewollte Assoziation oder eine sich oft wiederholende äußere Störung behindert und führt zur Clownerie. Der kreative Sieg im Kampf gegen die Tücke des Objekts ist sein schließliches Umfunktionieren, die Erfindung eines neuen Zwecks.

## Geschichte
In der Kultur des antiken Griechenlands wurde im öffentlichen Bereich auf dem Theater, bei Festen und in den Straßen gelacht: Schlagfertige Männer verspotteten Passanten oder einflussreiche Bürger ihrer Stadt. Im privaten Bereich sind seit etwa 550 v. Chr. Spaßmacher belegt, die sich auf Sammlungen von Witzen in Schriftrollen als Berufsgrundlage stützten. Die Gewohnheit der Beleidigung war in der Kultur der Gelage tief verwurzelt, aber mit dem Zerfall der griechischen Polis wurde das Lachen den Besitzenden gefährlich. Die großen Philosophen der Antike (auch Platon, Aristoteles und Pythagoras) forderten die Zähmung des „groben Lachens“ zugunsten von feinerem Witz und kultivierter Ironie: Schon in Platons Akademie war das Lachen verpönt.
Da es im römischen Recht ausdrücklich verboten war, einen Bürger (faktisch: einen Adligen) lächerlich zu machen, beschäftigte sich Cicero mehrfach ausdrücklich mit der Unangemessenheit eines Witzes, der sonst die Karriere eines Redners schnell beenden konnte. Der Humor des Plautus dagegen war in seinen Komödien viel volksnäher und schon mehr einer des Karnevals.
Im Mittelalter und der Renaissance wurde der Humor mehr und mehr aus der höfischen Kultur und auch der Kirche verdrängt. Der Narr am Hofe des Königs verlor seine Funktion und Lachen galt in den Klöstern als der obszönste Weg, das Gelübde des Schweigens zu brechen, aber natürlich fanden sich in ihren Bibliotheken auch Sammlungen von Witzen. Humor wurde zu einem Thema der Volkskultur und der städtischen Feste (Karneval, Fastnacht und Fasching). Zwischen etwa 1450 und 1750 kursierte eine Vielzahl von so genannten Schwank- oder Volksbüchern mit Streichen, Witzen und schlagfertigen Antworten als Munition für kurzweilige Gespräche und Stegreif-Vorträge. Der Humor der Schwänke war oft spöttisch oder gehässig und richtete sich oft gegen Außenseiter der Gesellschaft. Auch Shakespeare verarbeitete Ideen aus zeitgenössischen Schwankbüchern.
Mit den Kämpfen zwischen Reformation und Gegenreformation wurde der Humor einerseits in Dienst genommen, um den ideologischen Gegner lächerlich zu machen, andererseits fürchtete die jeweilige Kirche, selbst Opfer des Lachens der anderen Seite zu werden, und bemühte sich um Kontrolle und Mäßigung. Daher diskutierten auch Theologen, ob und welche Witze von der Kanzel erlaubt wären und ob Jesus jemals gelacht haben könnte.
In der Aufklärung wurde Humor anfangs als Vergehen gegen das Ideal der Ernsthaftigkeit und logischen Argumentation aufgefasst. Lachen war daher zunächst in der französischen Nationalversammlung verboten, wurde aber zunehmend als ein Mittel der politischen Auseinandersetzung akzeptiert.
Im deutschen Vormärz explodierte die Zahl der Karikaturen, Witzblätter und gedruckten Satiren trotz der Zensurbestimmungen der Karlsbader Beschlüsse von 1819. Humor „von unten“ wurde ein wichtiges Mittel der demokratischen Bewegung im Kampf gegen Aristokratie und Absolutismus. Mit dem Parlamentarismus näherten sich Volkskultur und kultiviertes Lachen der Oberschichten wieder an und beeinflussen sich heute unter dem Einfluss der Massenmedien permanent.
Humor wird heute in manchen Führungslehren als Führungsinstrument empfohlen. Ob aber Humor, wesentlich ein Ausweg aus einer Unterlegenheit und intellektuelle Form des Widerstands, überhaupt geeignet ist, ein Führungsinstrument in einer hierarchischen Struktur zu sein, ist noch weitere Überlegungen wert, da diese Führungsmethoden oft nur manipulativ eingesetzt werden.

## Formen

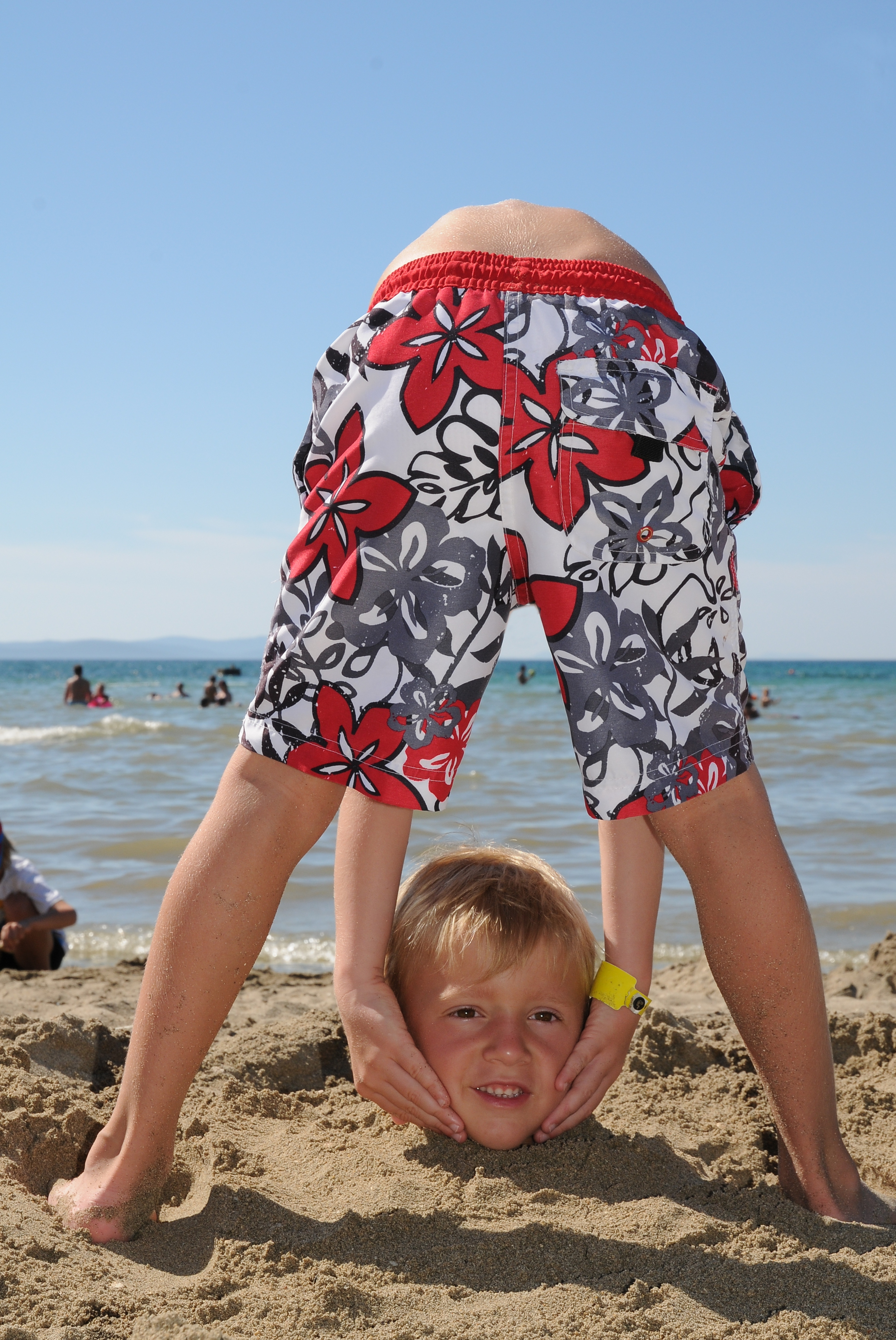
Kopflos

Die Zahl der mit Humor und Lachen verbundenen Formen ist hoch. Vielfalt und Variantenreichtum sind vielleicht ein Hinweis auf die anthropologische Funktion des Lachens: Über andere und über sich selbst zu lachen ist offenbar eine wichtige Entlastung von der Mühsal des Lebens. Nach Aristoteles ist der Mensch das einzige Tier, welches das Lachen entwickelt hat – Lachen und Menschsein gehörten für ihn zusammen.
Zum Bereich des Humors zählen grundsätzlich folgende Erscheinungsformen:
1. Denkformen: Hohn, Ironie, Komik, Parodie, Sarkasmus, Selbstironie, Spott, Witz, Zynismus
2. Schriftformen: Anekdote, Aphorismus, Glosse, Limerick, Satire, komische Lyrik
3. Mündliche Formen: Running Gag, Kalauer, Krätzchen, Radio Jerewan, Witz (Scherz), Schlagfertigkeit, Trockener Humor, Zote
4. Verhaltensformen: Albernheit
5. Darstellungen in Theater und Film: Komödie, Schwank, Posse, Kabarett, Klamauk, Comedy, Farce, Groteske, Slapstick, Sitcom, Persiflage
6. Darsteller: Clown, Schalk, Komiker, Harlekin, Kabarettist, Diseuse, Narr
7. Bildliche Formen: Cartoon, Comic, Karikatur
8. Ereignisformen: Aprilscherz, Karneval, Fastnacht und Fasching, Galgenhumor, Treppenwitz, Schwarzer Humor, Therapeutischer Humor
9. Ethnische Formen: Britischer Humor, Jüdischer Witz, Rheinischer Frohsinn, Ostfriesenwitz
10. Spezielle Formen: Wissenschaftlicher Witz, Klein-Erna-Witz, Blondinenwitz